# کومپولت
کومپولت (به مجاری:  Kompolt) یک شهرداری در مجارستان است که در ناحیه فوزشابونی واقع شده‌است. کومپولت ۲۲٫۷۲ کیلومتر مربع مساحت و ۲٬۲۴۹ نفر جمعیت دارد.